# 7159 Бобджозеф
7159 Бобджозеф (7159 Bobjoseph) — астероїд головного поясу, відкритий 1 березня 1981 року.
Тіссеранів параметр щодо Юпітера — 3,573.